# Легенда Пендрагону (роман)
«Легенда Пендрагону» (угор. A Pendragon legenda) — роман 1934 року угорського письменника Антала Серба. Готично-гумористичний філософський трилер з елементами детективу, пародії та літературознавчого дослідження. Перший опублікований роман атора.

## Синопсис
Дія роману відбувається в Англії та Уельсі. Граф Ґвінет запрошує магістра англійської літератури Яноша Баткі вивчити спадщину розенкройцерів, яка зберігається в його бібліотеці. В результаті вчений виявляється залучений до кримінальної історії.

## Характеристика
Антал Серб вивчав європейську літературу і від 1929 до 1930 року жив у Англії. Його інтерес до англійської літератури виявився в кількох працях, зокрема, в дослідженнях творчості Честертона та Гакслі, а також в оглядовій статті Дзеркало англійської літератури (угор. Az angol irodalom kistükre). Роман запозичує елементи надприродного в Гілберта Кіта Честертона та Джона Каупера Повіса, настрій творів Джона Кольєра та Девіда Ґарнетта, структуру та інтелектуальність книг Олдоса Гакслі та Вірджинії Вульф. Роман має складну сюжетну композицію, лінії якої врешті-решт сходяться у фіналі.
Як предків сім'ї Гвінет, до якої належать основні дійові особи, виведено реальні історичні постаті: Ллівелін ап Йорверт і його онук, Ллівелін ап Грифід — але всі інші члени сім'ї вигадані. Також мають історичну основу розенкройцери та засновник товариства Крістіан Розенкройц, Парацельс, Роберт Фладд, граф Сен-Жермен, а також документи Chymische Hochzeit, Fama Fraternitatis R.C., Confessio Fraternitatis R.C.
В образі оповідача Яноша Батки вгадується автор.

## Оцінки та критика
Наступного року після виходу роману його передрукували кілька угорських журналів: Erdélyi Helikon, Pásztortűz, Irás, Nyugat.
Сучасна критика порівнює роман Антала Серба з романом Умберто Еко «Ім'я рози».

## Переклади та адаптації
Роман перекладено чеською, англійською, німецькою, іспанською, російською та французькою мовами.
1974 року вийшов фільм «Легенда Пендрагону» режисера Дьордя Ревеса.
1982 року драматург Імре Бенчик адаптував роман для сцени під назвою Джентльмен, з доброго склепу (угор. Úriember, jó kriptából).